# Bulevar Kukulcán

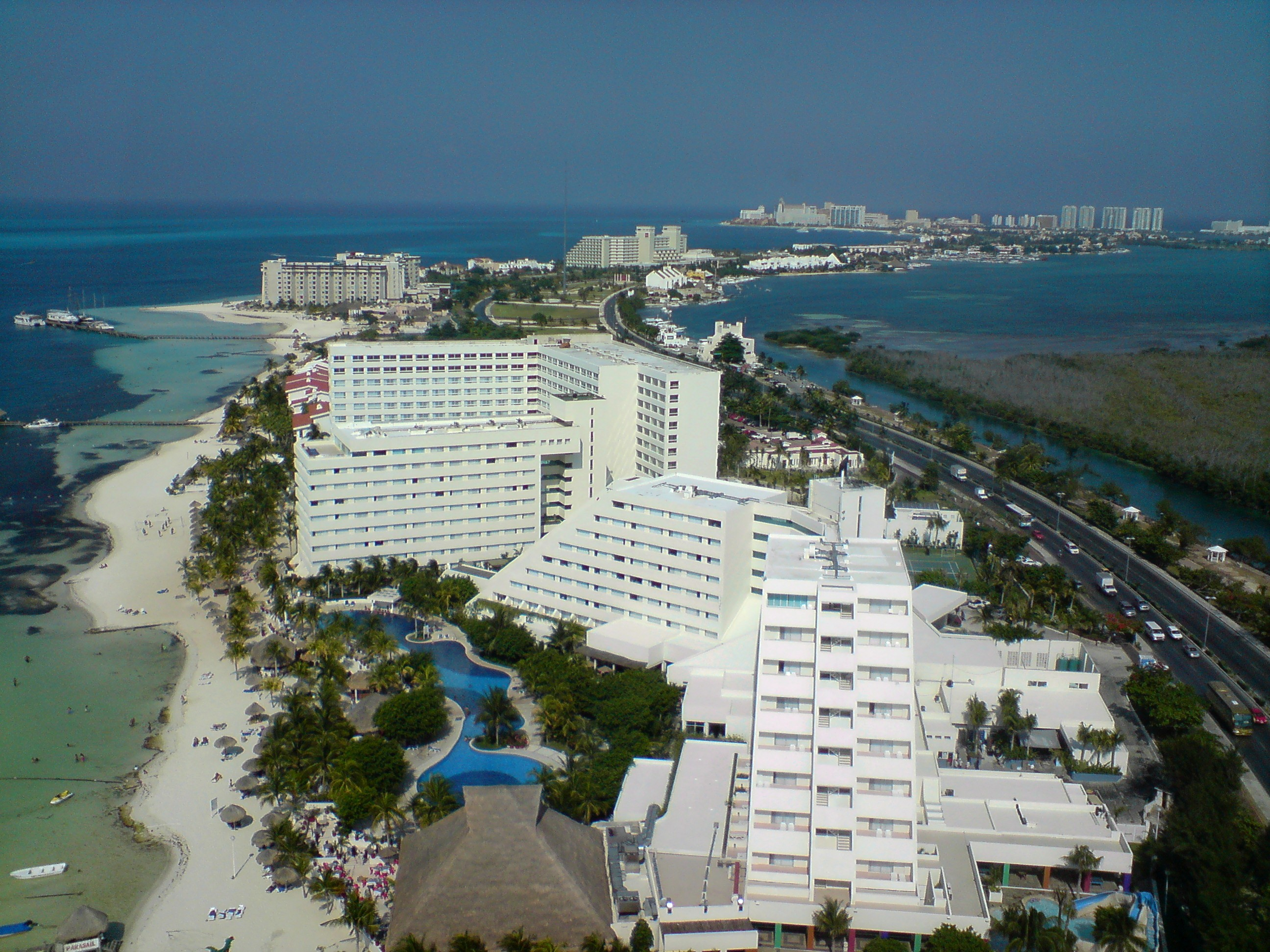
Vista de la zona hotelera de Cancún; a la derecha, el Bulevar Kukulcán.

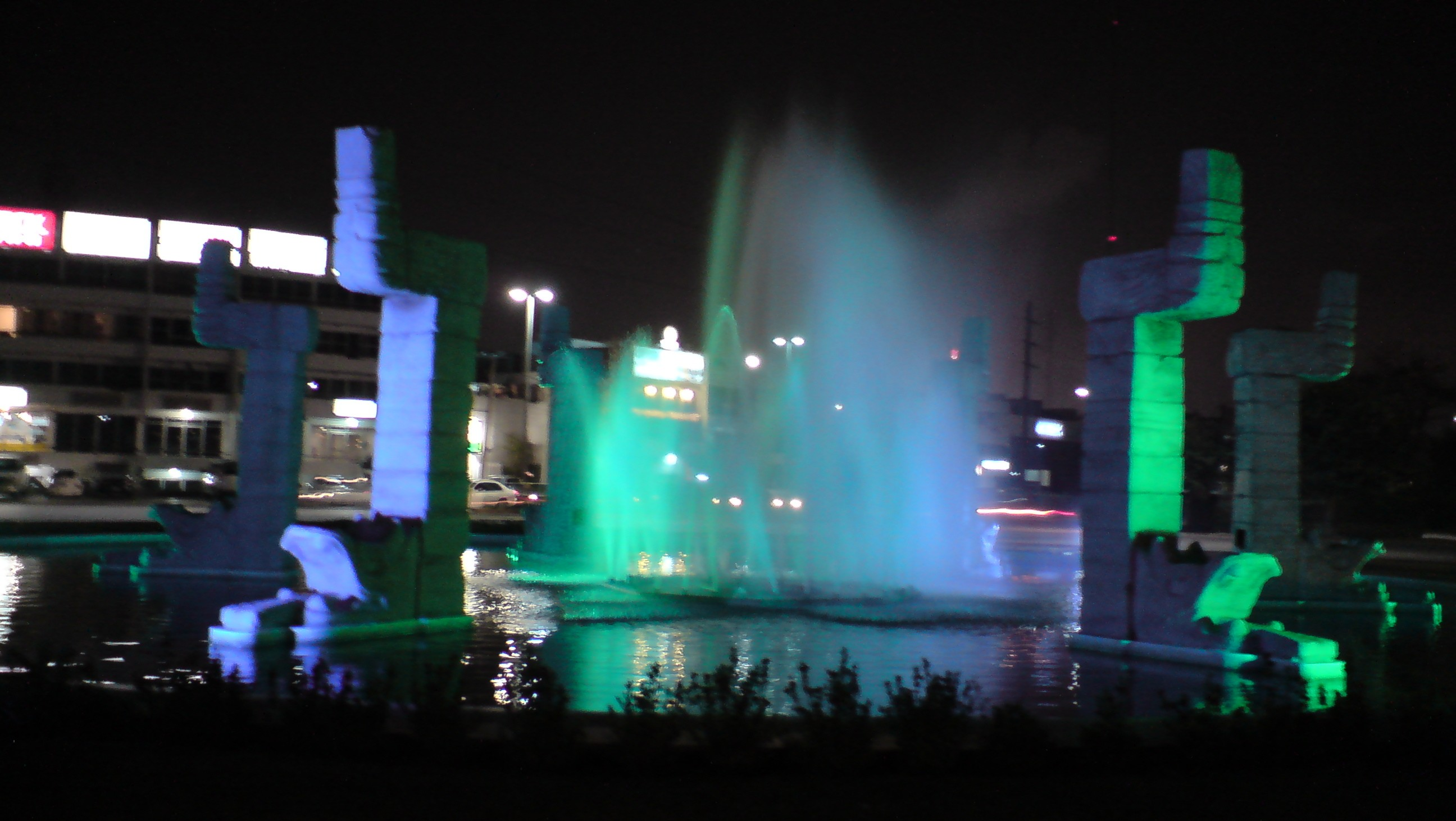
Fuente de Kukulcán, Av. Bonampak y Cobá, entrada a la Zona Hotelera, conocida como "km 0".

El Bulevar Kukulcán es la principal avenida de la Zona Hotelera de Cancún, Quintana Roo, México.
Lleva el nombre de una importante deidad de la mitología maya, usualmente identificada con la Serpiente Emplumada.
Tiene una extensión de 26 kilómetros. Además de servir de acceso a los principales hoteles del balneario, otros edificios significativos que se ubican sobre esta vía son:
- Museo Maya de Cancún
- Zona arqueológica de El Rey

- Datos: Q18221478